# تيموثي غالاغير
تيموثي غالاغير (بالإنجليزية: Timothy Gallagher)‏ هو سياسي نيوزلندي، ولد في 1840، وتوفي في 1888. انتخب عضو مجلس النواب النيوزيلندي.